# 光度函数

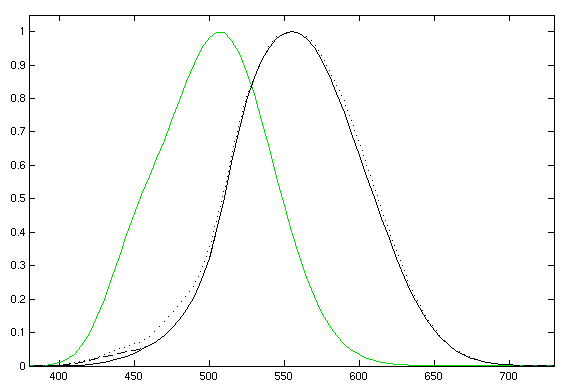
黑線為光視覺 (photopic vision) 光度函數，綠線為暗視覺 (scotopic vision) 光度函數

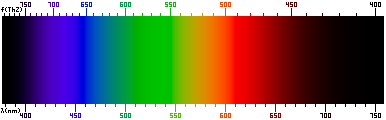

光度函数或相对视见函数為人眼对不同波长光的平均视觉灵敏度，可用于將辐射能量转化为可见光的計算。它並非在所有情況下都完全準確，而是一個以實驗方式得到的平均值。經由国际照明委员会（CIE）確認後，現已成為所有色彩科學使用的標準函數，並進一步成為CIE1931色彩空间的標準颜色匹配函數之一。

## 概述
光通量或可见光亮度的計算，可由下述公式计算：
{\displaystyle F=K\cdot \int _{0}^{\infty }{\overline {y}}(\lambda )J(\lambda )d\lambda }
其中：
{\displaystyle F\,}为发光流明；
{\displaystyle K}为人眼对于彩色的感知能力，值=683.002 lm/W。K值使光通量的单位与辐射功率的单位得到统一。
{\displaystyle \lambda \,}为波长，单位为奈米。
{\displaystyle {\overline {y}}(\lambda )}，也写作{\displaystyle V(\lambda )\,}，为標準光度函数；
{\displaystyle J(\lambda )\,}为光譜分布的功率強度，单位瓦每奈米；
从數學式上看，亮度為光度函数与光谱相乘後的内积。
由於標準光度函数分布在380nm到780nm之間，也表示僅有此區段的光譜能夠被轉換為亮度，這亦表示僅此區段的光譜為可見光。
標準光度函數以555.016nm處的強度最高，此點的強度被定義為683 lm/W，由於此點的{\displaystyle {\overline {y}}(\lambda )}為0.999997，以683除以0.999997所得的商为683.002，即为乘常数K。